# Instituut voor de Geschiedenis van Nicaragua en Centraal-Amerika
Het Instituut voor de Geschiedenis van Nicaragua en Centraal-Amerika (Instituto de Historia de Nicaragua y Centroamérica, IHNCA) is een onderzoeksinstituut dat gelieerd is aan de Centraal-Amerikaanse Universiteit (Universidad Centroamericana) in Nicaragua.

## Beschrijving
Het instituut is gevestigd op de campus van de universiteit in Managua. In het gebouw zijn er verschillende spreekzalen en onderzoeks-, documentatie- en expositieruimtes, verdeeld over drie verdiepingen.
Het IHNCA kwam in 1997 tot stand na de fusie van de Bibliotheek van het Historisch Centraal-Amerikaans Instituut (Biblioteca del Instituto Histórico Centroamericano) en het Geschiedkundig Instituut van Nicaragua (Instituto de Historia de Nicaragua). Deze instituten waren respectievelijk in 1934 en 1987 opgericht.

## Werk
Het instituut wijdt zich aan het onderzoek, de verspreiding van de kennis over de geschiedenis en het beheer van geschiedkundige erfgoed.
Het instituut verricht diepgaand onderzoek en heeft een archief van meer dan 50.000 boeken en uitgebreide archieven met kranten, geluidsopnames, films, video's, landkaarten en verzamelingen schilderijen, maskers en andere kunstvoorwerpen.

## Onderscheiding
In 2009 werd het instituut onderscheiden met een Prins Claus Prijs. De jury van het Prins Claus Fonds eert het IHNCA "voor de betrokkenheid waarmee het instituut de herinneringen en de geschiedenis van de plaatselijke bevolking in ere herstelt, voor de gedreven research dat een beroep doet op het verleden om oplossingen te vinden voor het heden, en voor het versterken van het verband tussen de culturele identiteit en de ontwikkeling van Nicaragua's bevolking."